# Lavedan (ruisseau)
Pour les articles homonymes, voir Lavedan (homonymie).
Le Lavedan est une rivière du sud-ouest de la France et un affluent de la Neste donc sous-affluent de la Garonne.

## Géographie
De 11,5 km de longueur, le Lavedan prend sa source, dans les Pyrénées, au cœur du parc national des Pyrénées, sur le département des Hautes-Pyrénées et la commune d'Aulon, et se jette dans la Neste sur la commune de Guchen.

### Communes et département traversés
Hautes-Pyrénées, communes d'Aulon, et de Guchen.

## Principaux affluents
- (D) Ruisseau de Rabat : 3,3 km
- (G) Ruisseau du Castet : 2,6 km
- (D) Ruisseau de Rams  : 1,2 km
- (D) Ruisseau du Couradet  : 1,2 km
- (D) Ruisseau de Pales  : 1,0 km
- (G) Ruisseau de Lapeyrie : 4,2 km
- (G) Le Coumerloubou  : 1,5 km
- (G) La Coumette : 2,9 km

(D) rive droite ; (G) rive gauche.